# Limelight Records
Limelight Records was een Amerikaans platenlabel van platenmaatschappij Mercury Records dat zich richtte op het uitbrengen van jazz-albums. Aan het hoofd stond jazzmusicus en producer Quincy Jones. Onder leiding van producer Jack Tracy bracht het label live- en studio-opnames uit van Art Blakey, Les McCann, Dizzy Gillespie, Roland Kirk, Miles Davis, Thelonious Monk en Chet Baker. Eind jaren zestig verschenen ook enkele platen met meer experimentele muziek, psychedelische muziek en funk. In totaal kwamen er 71 albums uit. Het opgenomen materiaal is nu in handen van Verve Records, die inmiddels verschillende releases op cd heeft uitgebracht.